# National League w piłce siatkowej mężczyzn (2024/2025)
National League 2024/2025 (lub Division Nationale 2024/2025) – 67. sezon mistrzostw Luksemburga w piłce siatkowej zorganizowany przez Luksemburski Związek Piłki Siatkowej (fr. Fédération Luxembourgeoise de Volleyball, FLVB). Rozpoczął się 5 października 2024 roku i trwał do 11 maja 2025 roku. Po 14 sezonach sponsorem tytularnym ligi przestał być Novotel, stąd nazwa rozgrywek została zmieniona z Novotel-Ligue na National League.
W National League uczestniczyło siedem drużyn. Do najwyższej klasy rozgrywkowej dołączył mistrz Division 1 – Escher VBC. Przed początkiem sezonu wycofał się VC Belair.
Rozgrywki składały się z fazy zasadniczej, fazy play-off oraz fazy play-down. W fazie zasadniczej zespoły rozegrały ze sobą po dwa spotkania. Cztery najlepsze drużyny awansowały do fazy play-off, która obejmowała półfinały, mecz o 3. miejsce i finały. W fazie-play down rywalizacja toczyła się o miejsca 5-7.
Po raz 19., jednocześnie 5. raz z rzędu, mistrzem Luksemburga został VC Stroossen, który w finałach fazy play-off pokonał zespół Volley Bartreng. Trzecie miejsce zajął VC Lorentzweiler.

## System rozgrywek
National League w sezonie 2024/2025 składała się z fazy zasadniczej, fazy play-off oraz fazy play-down.

### Faza zasadnicza
W fazie zasadniczej drużyny rozegrały ze sobą po dwa spotkania systemem kołowym (mecz u siebie i rewanż na wyjeździe). Cztery najlepsze zespoły awansowały do fazy play-off, pozostałe trafiły do fazy play-down.

### Faza play-off
Faza play-off składała się z półfinałów, meczu o 3. miejsce i finałów.
Pary półfinałowe utworzone zostały na podstawie miejsc z fazy zasadniczej według klucza: 1-4, 2-3. Rywalizacja toczyła się do dwóch zwycięstw ze zmianą gospodarza po każdym spotkaniu. Gospodarzem pierwszego meczu była drużyna, która w fazie zasadniczej zajęła wyższe miejsce.
Przegrani w parach półfinałowych rozegrali jedno spotkanie o 3. miejsce. Jego gospodarzem była drużyna, która w fazie zasadniczej zajęła wyższe miejsce.
W finałach rywalizacja toczyła się do dwóch zwycięstw na zasadach analogicznych jak w półfinałach.

### Faza play-down
W fazie play-down drużyny rywalizowały o miejsca 5-7. Rozegrały one ze sobą po dwa spotkania systemem kołowym (mecz u siebie i rewanż na wyjeździe). W tabeli uwzględniono wszystkie punkty zdobyte przez poszczególne drużyny w fazie zasadniczej. Pozycja w tabeli po rozegraniu wszystkich spotkań decydowała o ostatecznym miejscu w klasyfikacji końcowej, tj. ta drużyna, która zajęła 1. miejsce w tabeli, zakończyła sezon na 5. miejscu itd.

### Kryteria ustalenia pozycji w tabeli
O kolejności w tabeli decydowały następujące kryteria:
1. liczba punktów (3:0 i 3:1 – 3 punkty dla zwycięzcy, 0 punktów dla przegranego; 3:2 – 2 punkty dla zwycięzcy, 1 punkt dla przegranego; walkower – 3 punkty dla zwycięzcy, -1 pkt dla przegranego),
2. liczba zwycięstw,
3. stosunek setów wygranych do przegranych,
4. stosunek małych punktów zdobytych do straconych,
5. bilans w meczach bezpośrednich pomiędzy zainteresowanymi drużynami zgodnie z punktami 1-4.

## Drużyny uczestniczące
W National League w sezonie 2024/2025 uczestniczyło 8 drużyn. Do najwyższej klasy rozgrywkowej dołączył mistrz Division 1 w sezonie 2023/2024 – Escher VBC. Przed początkiem sezonu z rozgrywek wycofał się VC Belair.
| National League 2024/2025                                                             | National League 2024/2025 |                  |
| ------------------------------------------------------------------------------------- | ------------------------- | ---------------- |
| VC Stroossen                                                                          | 1                         | Puchar Challenge |
| Volley Bartreng                                                                       | 2                         | Puchar Challenge |
| VC Lorentzweiler                                                                      | 3                         | Puchar Challenge |
| CHEV Diekirch                                                                         | 4                         |                  |
| VC Fentange                                                                           | 5                         |                  |
| VB Echternach                                                                         | 6                         |                  |
| Awans z Division 1                                                                    |                           |                  |
| Escher VBC                                                                            | 1                         |                  |
| Oznaczenia: - kolumna druga – miejsce zajęte przez daną drużynę w poprzednim sezonie. |                           |                  |

### Awanse i spadki
| Poz. | Spadek z Novotel-Ligue 2023/2024 |
| ---- | -------------------------------- |
| 8.   | VB Amber-Lënster                 |

| Poz. | Awans z Division 1 2023/2024 |
| ---- | ---------------------------- |
| 1.   | Escher VBC                   |

## Hale sportowe
| Drużyna          | Hala sportowa                    | Miejscowość      | *     |
| ---------------- | -------------------------------- | ---------------- | ----- |
| CHEV Diekirch    | Hall omnisports                  | Diekirch         |       |
| Escher VBC       | Centre omnisports Henri Schmitz  | Esch-sur-Alzette |       |
| VB Echternach    | Centre scolaire et sportif       | Waldbillig       |       |
| VC Fentange      | Centre sportif Holleschberg      | Hesperange       |       |
| VC Lorentzweiler | Hall des sports                  | Lorentzweiler    |       |
| VC Stroossen     | Hall omnisports                  | Strassen         |       |
| Volley Bartreng  | Centre culturel et sportif Atert | Bertrange        | [ a ] |
| Volley Bartreng  | Centre sportif Niki Bettendorf   | Bertrange        | [ a ] |
| Źródło:          |                                  |                  |       |

| CHEV DiekirchVB EchternachVC FentangeVC LorentzweilerVC StroossenVolley BartrengEscher VBC Lokalizacja głównych obiektów sportowych |

## Trenerzy
| Drużyna          | Trener                    |
| ---------------- | ------------------------- |
| CHEV Diekirch    | Patrick Wagner            |
| Escher VBC       | Juan Carlos Blanco        |
| VB Echternach    | Eduardo Dal Zotto Schmidt |
| VC Fentange      | Dragan Vujović            |
| VC Lorentzweiler | Serge Karier              |
| VC Stroossen     | Massimo Tarantini         |
| Volley Bartreng  | Paul Dobre                |

### Zmiany trenerów
| Klub             | Były trener           | Data odejścia           | Nowy trener               | Data przyjścia          | *             |
| ---------------- | --------------------- | ----------------------- | ------------------------- | ----------------------- | ------------- |
| Przed sezonem    |                       |                         |                           |                         |               |
| VB Echternach    | Bogdan Birca          | koniec sezonu 2023/2024 | Eduardo Dal Zotto Schmidt | przed sezonem 2024/2025 | [ 10 ] [ 11 ] |
| W trakcie sezonu |                       |                         |                           |                         |               |
| CHEV Diekirch    | Sławomir Kudłaczewski | 20.11.2024              | Patrick Wagner            | 20.11.2024              |               |

## Faza zasadnicza

### Tabela wyników
| Gospodarz \ Gość1 | STR | BAR | LOR | DIE | FEN | ECH | ESC |
| ----------------- | --- | --- | --- | --- | --- | --- | --- |
| VC Stroossen      | -   | 1:3 | 3:1 | 3:0 | 3:0 | 3:0 | 3:0 |
| Volley Bartreng   | 3:0 | -   | 3:0 | 3:1 | 3:1 | 3:0 | 3:0 |
| VC Lorentzweiler  | 0:3 | 3:1 | -   | 3:1 | 3:0 | 3:0 | 3:0 |
| CHEV Diekirch     | 1:3 | 1:3 | 0:3 | -   | 3:0 | 3:1 | 3:0 |
| VC Fentange       | 0:3 | 2:3 | 3:2 | 3:2 | -   | 3:2 | 3:0 |
| VB Echternach     | 0:3 | 0:3 | 0:3 | 1:3 | 0:3 | -   | 3:0 |
| Escher VBC        | 0:3 | 0:3 | 0:3 | 0:3 | 1:3 | 2:3 | -   |

Źródło: 
1 Drużyna gospodarzy jest wymieniona po lewej stronie tabeli.
Kolory:
  zwycięstwo gospodarzy 3:0 lub 3:1
  zwycięstwo gospodarzy 3:2
  zwycięstwo gości 3:0 lub 3:1
  zwycięstwo gości 3:2

### Terminarz i wyniki spotkań
| WYNIKI SPOTKAŃ | WYNIKI SPOTKAŃ | WYNIKI SPOTKAŃ   | WYNIKI SPOTKAŃ                          | WYNIKI SPOTKAŃ   | WYNIKI SPOTKAŃ                   | WYNIKI SPOTKAŃ |
| Data | Godz.          | Gospodarz        | Rezultat                                | Gość             | Hala sportowa                    | *              |
| --- | -------------- | ---------------- | --------------------------------------- | ---------------- | -------------------------------- | -------------- |
| 1. KOLEJKA |                |                  |                                         |                  |                                  |                |
| 5.10.2024 | 19:30          | VC Stroossen     | 3:0 (25:7, 25:13, 25:14)                | Escher VBC       | Hall omnisports (Strassen)       | [ 12 ]         |
| 5.10.2024 | 19:30          | VC Lorentzweiler | 3:0 (25:11, 25:16, 25:15)               | VB Echternach    | Hall des sports                  | [ 13 ]         |
| 6.10.2024 | 18:00          | CHEV Diekirch    | 3:0 (25:18, 25:21, 25:13)               | VC Fentange      | Hall omnisports (Diekirch)       | [ 14 ]         |
| 2. KOLEJKA |                |                  |                                         |                  |                                  |                |
| 13.10.2024 | 18:30          | VB Echternach    | 0:3 (13:25, 22:25, 21:25)               | Volley Bartreng  | Centre scolaire et sportif       | [ 15 ]         |
| 12.10.2024 | 20:00          | VC Fentange      | 3:2 (14:25, 25:18, 14:25, 25:22, 15:13) | VC Lorentzweiler | Centre sportif Holleschberg      | [ 16 ]         |
| 12.10.2024 | 18:00          | Escher VBC       | 0:3 (12:25, 13:25, 22:25)               | CHEV Diekirch    | Centre omnisports Henri Schmitz  | [ 17 ]         |
| 3. KOLEJKA |                |                  |                                         |                  |                                  |                |
| 19.10.2024 | 20:00          | VC Stroossen     | 3:0 (25:10, 25:12, 25:19)               | VB Echternach    | Hall omnisports (Strassen)       | [ 18 ]         |
| 20.10.2024 | 18:00          | Volley Bartreng  | 3:1 (25:13, 25:17, 21:25, 25:23)        | VC Fentange      | Centre culturel et sportif Atert | [ 19 ]         |
| 19.10.2024 | 17:30          | VC Lorentzweiler | 3:1 (24:26, 25:13, 25:11, 25:21)        | CHEV Diekirch    | Hall des sports                  | [ 20 ]         |
| 4. KOLEJKA |                |                  |                                         |                  |                                  |                |
| 9.11.2024 | 20:00          | VC Fentange      | 0:3 (19:25, 17:25, 12:25)               | VC Stroossen     | Centre sportif Holleschberg      | [ 21 ]         |
| 9.11.2024 | 19:30          | CHEV Diekirch    | 1:3 (21:25, 12:25, 25:22, 19:25)        | Volley Bartreng  | Hall omnisports (Diekirch)       | [ 22 ]         |
| 9.11.2024 | 18:00          | Escher VBC       | 0:3 (15:25, 14:25, 20:25)               | VC Lorentzweiler | Centre omnisports Henri Schmitz  | [ 23 ]         |
| 5. KOLEJKA |                |                  |                                         |                  |                                  |                |
| 16.11.2024 | 19:30          | VC Stroossen     | 3:0 (25:10, 25:19, 25:14)               | CHEV Diekirch    | Hall omnisports (Strassen)       | [ 24 ]         |
| 16.11.2024 | 19:30          | Volley Bartreng  | 3:0 (25:21, 25:21, 25:23)               | VC Lorentzweiler | Centre culturel et sportif Atert | [ 25 ]         |
| 16.11.2024 | 19:30          | VB Echternach    | 3:0 (25:19, 25:23, 33:31)               | Escher VBC       | Centre scolaire et sportif       | [ 26 ]         |
| 6. KOLEJKA |                |                  |                                         |                  |                                  |                |
| 23.11.2024 | 19:30          | VC Lorentzweiler | 0:3 (14:25, 14:25, 17:25)               | VC Stroossen     | Hall des sports                  | [ 27 ]         |
| 23.11.2024 | 18:00          | Escher VBC       | 0:3 (13:25, 12:25, 16:25)               | Volley Bartreng  | Centre omnisports Henri Schmitz  | [ 28 ]         |
| 23.11.2024 | 18:00          | VC Fentange      | 3:2 (17:25, 18:25, 25:17, 25:19, 15:11) | VB Echternach    | Centre sportif Holleschberg      | [ 29 ]         |
| 7. KOLEJKA |                |                  |                                         |                  |                                  |                |
| 1.12.2024 | 18:00          | VC Stroossen     | 1:3 (22:25, 22:25, 25:19, 20:25)        | Volley Bartreng  | Hall omnisports (Strassen)       | [ 30 ]         |
| 30.11.2024 | 19:30          | VB Echternach    | 1:3 (18:25, 28:26, 23:25, 14:25)        | CHEV Diekirch    | Centre scolaire et sportif       | [ 31 ]         |
| 30.11.2024 | 18:00          | Escher VBC       | 1:3 (22:25, 25:23, 24:26, 18:25)        | VC Fentange      | Centre omnisports Henri Schmitz  | [ 32 ]         |
| 8. KOLEJKA |                |                  |                                         |                  |                                  |                |
| 7.12.2024 | 18:00          | Escher VBC       | 0:3 (0:25, 0:25, 0:25)                  | VC Stroossen     | Centre omnisports Henri Schmitz  | [ 33 ]         |
| 7.12.2024 | 19:30          | VB Echternach    | 0:3 (14:25, 21:25, 21:25)               | VC Lorentzweiler | Centre scolaire et sportif       | [ 34 ]         |
| 7.12.2024 | 20:00          | VC Fentange      | 3:2 (20:25, 25:23, 25:27, 25:23, 15:13) | CHEV Diekirch    | Centre sportif Holleschberg      | [ 35 ]         |
| 9. KOLEJKA |                |                  |                                         |                  |                                  |                |
| 14.12.2024 | 20:00          | Volley Bartreng  | 3:0 (25:15, 25:21, 25:21)               | VB Echternach    | Centre culturel et sportif Atert | [ 36 ]         |
| 14.12.2024 | 19:30          | VC Lorentzweiler | 3:0 (25:15, 25:14, 25:19)               | VC Fentange      | Hall des sports                  | [ 37 ]         |
| 15.12.2024 | 17:00          | CHEV Diekirch    | 3:0 (25:16, 25:20, 25:14)               | Escher VBC       | Hall omnisports (Diekirch)       | [ 38 ]         |
| 10. KOLEJKA |                |                  |                                         |                  |                                  |                |
| 19.12.2024 | 20:30          | VB Echternach    | 0:3 (17:25, 12:25, 16:25)               | VC Stroossen     | Centre scolaire et sportif       | [ 39 ]         |
| 18.12.2024 | 20:30          | VC Fentange      | 2:3 (26:24, 16:25, 17:25, 25:21, 16:18) | Volley Bartreng  | Centre sportif Holleschberg      | [ 40 ]         |
| 20.12.2024 | 20:00          | CHEV Diekirch    | 0:3 (22:25, 19:25, 17:25)               | VC Lorentzweiler | Hall omnisports (Diekirch)       | [ 41 ]         |
| 11. KOLEJKA |                |                  |                                         |                  |                                  |                |
| 18.01.2025 | 20:00          | VC Stroossen     | 3:0 (25:10, 25:13, 25:13)               | VC Fentange      | Hall omnisports (Strassen)       | [ 42 ]         |
| 18.01.2025 | 20:00          | Volley Bartreng  | 3:1 (25:18, 25:14, 24:26, 25:19)        | CHEV Diekirch    | Centre culturel et sportif Atert | [ 43 ]         |
| 18.01.2025 | 20:00          | VC Lorentzweiler | 3:0 (25:13, 25:12, 25:17)               | Escher VBC       | Hall des sports                  | [ 44 ]         |
| 12. KOLEJKA |                |                  |                                         |                  |                                  |                |
| 1.02.2025 | 19:30          | CHEV Diekirch    | 1:3 (16:25, 28:26, 20:25, 21:25)        | VC Stroossen     | Hall omnisports (Diekirch)       | [ 45 ]         |
| 1.02.2025 | 20:00          | VC Lorentzweiler | 3:1 (25:22, 25:21, 20:25, 25:23)        | Volley Bartreng  | Hall des sports                  | [ 46 ]         |
| 1.02.2025 | 18:00          | Escher VBC       | 2:3 (25:15, 20:25, 21:25, 25:16, 11:15) | VB Echternach    | Centre omnisports Henri Schmitz  | [ 47 ]         |
| 13. KOLEJKA |                |                  |                                         |                  |                                  |                |
| 8.02.2025 | 19:30          | VC Stroossen     | 3:1 (25:21, 20:25, 25:21, 25:14)        | VC Lorentzweiler | Hall omnisports (Strassen)       | [ 48 ]         |
| 8.02.2025 | 17:00          | Volley Bartreng  | 3:0 (25:13, 25:11, 25:21)               | Escher VBC       | Centre sportif Niki Bettendorf   | [ 49 ]         |
| 8.02.2025 | 19:30          | VB Echternach    | 0:3 (15:25, 7:25, 19:25)                | VC Fentange      | Centre scolaire et sportif       | [ 50 ]         |
| 14. KOLEJKA |                |                  |                                         |                  |                                  |                |
| 1.03.2025 | 20:00          | Volley Bartreng  | 3:0 (25:14, 25:17, 25:23)               | VC Stroossen     | Centre culturel et sportif Atert | [ 51 ]         |
| 1.03.2025 | 20:00          | CHEV Diekirch    | 3:1 (22:25, 25:14, 25:15, 25:15)        | VB Echternach    | Hall omnisports (Diekirch)       | [ 52 ]         |
| 2.03.2025 | 18:00          | VC Fentange      | 3:0 (25:14, 25:20, 25:18)               | Escher VBC       | Centre sportif Holleschberg      | [ 53 ]         |
| Godziny do 27 października 2024 roku podane są według strefy czasowej UTC+2, a od 27 października 2024 roku według strefy czasowej UTC+1. Źródło: |                |                  |                                         |                  |                                  |                |

### Tabela
| Lp.                                   | Drużyna          | Pkt | Mecze | Mecze | Mecze | Rodzaj wyniku | Rodzaj wyniku | Rodzaj wyniku | Rodzaj wyniku | Rodzaj wyniku | Rodzaj wyniku | Sety | Sety | Sety  | Małe punkty | Małe punkty | Małe punkty |
| Lp.                                   | Drużyna          | Pkt | M     | W     | P     | 3:0           | 3:1           | 3:2           | 2:3           | 1:3           | 0:3           | wyg. | prz. | stos. | zdob.       | str.        | stos.       |
| ------------------------------------- | ---------------- | --- | ----- | ----- | ----- | ------------- | ------------- | ------------- | ------------- | ------------- | ------------- | ---- | ---- | ----- | ----------- | ----------- | ----------- |
| 1                                     | Volley Bartreng  | 32  | 12    | 11    | 1     | 6             | 4             | 1             | 0             | 1             | 0             | 34   | 9    | 3.78  | 1040        | 834         | 1.25        |
| 2                                     | VC Stroossen     | 30  | 12    | 10    | 2     | 8             | 2             | 0             | 0             | 1             | 1             | 31   | 8    | 3.88  | 939         | 627         | 1.5         |
| 3                                     | VC Lorentzweiler | 25  | 12    | 8     | 4     | 6             | 2             | 0             | 1             | 1             | 2             | 27   | 14   | 1.93  | 938         | 795         | 1.18        |
| 4                                     | VC Fentange      | 16  | 12    | 6     | 6     | 2             | 1             | 3             | 1             | 1             | 4             | 21   | 25   | 0.84  | 914         | 1002        | 0.91        |
| 5                                     | CHEV Diekirch    | 16  | 12    | 5     | 7     | 3             | 2             | 0             | 1             | 4             | 2             | 21   | 23   | 0.91  | 945         | 957         | 0.99        |
| 6                                     | VB Echternach    | 6   | 12    | 2     | 10    | 1             | 0             | 1             | 1             | 2             | 7             | 10   | 32   | 0.31  | 766         | 998         | 0.77        |
| 7                                     | Escher VBC       | 1   | 12    | 0     | 12    | 0             | 0             | 0             | 1             | 1             | 10            | 3    | 36   | 0.08  | 624         | 953         | 0.65        |
| Legenda: faza play-off faza play-down |                  |     |       |       |       |               |               |               |               |               |               |      |      |       |             |             |             |

Źródło: 
Punktacja: 3:0 i 3:1 – 3 pkt; 3:2 – 2 pkt; 2:3 – 1 pkt; 1:3 i 0:3 – 0 pkt
Zasady ustalania kolejności: zob. sekcję powyżej

## Faza play-off
Godziny do 30 marca 2025 roku podane są według strefy czasowej UTC+1, a od 30 marca 2025 roku według strefy czasowej UTC+2.

### Drabinka
|  |           |                  |                  |                  |                   |   |   |        |                 |        |        |        |
|  | Półfinały | Półfinały        | Półfinały        | Półfinały        | Półfinały         |   |   | Finały | Finały          | Finały | Finały | Finały |
|  | Półfinały | Półfinały        | Półfinały        | Półfinały        | Półfinały         |   |   | Finały | Finały          | Finały | Finały | Finały |
|  |           |                  |                  |                  |                   |   |   |        |                 |        |        |        |
|  |           |                  |                  |                  |                   |   |   |        |                 |        |        |        |
|  | 1         | Volley Bartreng  | 3                | 1                | 3                 |   |   |        |                 |        |        |        |
|  | 1         | Volley Bartreng  | 3                | 1                | 3                 |   |   |        |                 |        |        |        |
|  | 4         | VC Fentange      | 1                | 3                | 0                 |   |   |        |                 |        |        |        |
|  | 4         | VC Fentange      | 1                | 3                | 0                 |   |   | 1      | Volley Bartreng | 0      | 3      | 0      |
|  |           |                  |                  |                  |                   |   |   | 1      | Volley Bartreng | 0      | 3      | 0      |
|  |           |                  | 2                | VC Stroossen     | 3                 | 2 | 3 |        |                 |        |        |        |
|  | 2         | VC Stroossen     | 2                | VC Stroossen     | 3                 | 2 | 3 | 3      | 3               |        |        |        |
|  | 2         | VC Stroossen     |                  |                  |                   |   |   |        |                 |        |        |        |
|  | 3         | VC Lorentzweiler | 0                | 1                |                   |   |   |        |                 |        |        |        |
|  | 3         | VC Lorentzweiler | 0                | 1                | Mecz o 3. miejsce |   |   |        |                 |        |        |        |
|  |           |                  |                  |                  |                   |   |   |        |                 |        |        |        |
|  |           |                  |                  |                  |                   |   |   |        |                 |        |        |        |
|  |           |                  |                  |                  |                   |   |   |        |                 |        |        |        |
|  | 3         | VC Lorentzweiler | VC Lorentzweiler | VC Lorentzweiler | 3                 |   |   |        |                 |        |        |        |
|  | 3         | VC Lorentzweiler | VC Lorentzweiler | VC Lorentzweiler | 3                 |   |   |        |                 |        |        |        |
|  | 4         | VC Fentange      | VC Fentange      | VC Fentange      | 2                 |   |   |        |                 |        |        |        |
|  | 4         | VC Fentange      | VC Fentange      | VC Fentange      | 2                 |   |   |        |                 |        |        |        |

### Półfinały
Format: do dwóch zwycięstw
| Volley Bartreng (1) | Volley Bartreng (1) | Volley Bartreng (1) | 2 – 1                            | (4) VC Fentange      | (4) VC Fentange                  | (4) VC Fentange      | (4) VC Fentange      | (4) VC Fentange      |
| 22.03.2025          | 20:00               | Volley Bartreng     | 3:1 (21:25, 25:22, 25:21, 25:17) | VC Fentange          | Centre culturel et sportif Atert | [ 55 ]               |                      |                      |
| 29.03.2025          | 19:00               | VC Fentange         | 3:1 (28:30, 25:22, 25:19, 25:20) | Volley Bartreng      | Centre sportif Holleschberg      | [ 56 ]               |                      |                      |
| 5.04.2025           | 20:00               | Volley Bartreng     | 3:0 (25:19, 25:17, 25:20)        | VC Fentange          | Centre culturel et sportif Atert | [ 57 ]               |                      |                      |
| VC Stroossen (2)    | VC Stroossen (2)    | VC Stroossen (2)    | 2 – 0                            | (3) VC Lorentzweiler | (3) VC Lorentzweiler             | (3) VC Lorentzweiler | (3) VC Lorentzweiler | (3) VC Lorentzweiler |
| 22.03.2025          | 20:00               | VC Stroossen        | 3:0 (25:22, 25:19, 25:14)        | VC Lorentzweiler     | Hall omnisports (Strassen)       | [ 58 ]               |                      |                      |
| 29.03.2025          | 20:00               | VC Lorentzweiler    | 1:3 (15:25, 25:18, 19:25, 18:25) | VC Stroossen         | Hall des sports                  | [ 59 ]               |                      |                      |
| Źródło:             |                     |                     |                                  |                      |                                  |                      |                      |                      |

### Mecz o 3. miejsce
Format: jeden mecz
| Data       | Godz. | Gospodarz        | Rezultat                               | Gość        | Hala sportowa   | *      |
| ---------- | ----- | ---------------- | -------------------------------------- | ----------- | --------------- | ------ |
| 27.04.2025 | 20:00 | VC Lorentzweiler | 3:2 (25:17, 23:25, 18:25, 25:20, 15:7) | VC Fentange | Hall des sports | [ 60 ] |
| Źródło:    |       |                  |                                        |             |                 |        |

### Finały
Format: do dwóch zwycięstw
| Volley Bartreng (1) | Volley Bartreng (1) | Volley Bartreng (1) | 1 – 2                                   | (2) VC Stroossen | (2) VC Stroossen                 | (2) VC Stroossen | (2) VC Stroossen | (2) VC Stroossen |
| 26.04.2025          | 20:00               | Volley Bartreng     | 0:3 (25:27, 16:25, 23:25)               | VC Stroossen     | Centre culturel et sportif Atert | [ 61 ]           |                  |                  |
| 3.05.2025           | 17:30               | VC Stroossen        | 2:3 (25:15, 25:21, 23:25, 16:25, 11:15) | Volley Bartreng  | Hall omnisports (Strassen)       | [ 62 ]           |                  |                  |
| 10.05.2025          | 20:00               | Volley Bartreng     | 0:3 (20:25, 21:25, 13:25)               | VC Stroossen     | Centre culturel et sportif Atert | [ 63 ]           |                  |                  |
| Źródło:             |                     |                     |                                         |                  |                                  |                  |                  |                  |

## Faza play-down

### Tabela wyników
| Gospodarz \ Gość1 | DIE | ECH | ESC |
| ----------------- | --- | --- | --- |
| CHEV Diekirch     | -   | 3:0 | 3:1 |
| VB Echternach     | 0:3 | -   | 3:0 |
| Escher VBC        | 0:3 | 3:0 | -   |

Źródło: 
1 Drużyna gospodarzy jest wymieniona po lewej stronie tabeli.
Kolory:
  zwycięstwo gospodarzy 3:0 lub 3:1
  zwycięstwo gospodarzy 3:2
  zwycięstwo gości 3:0 lub 3:1
  zwycięstwo gości 3:2

### Terminarz i wyniki spotkań
| Data | Godz. | Gospodarz     | Rezultat                         | Gość          | Hala sportowa                   | *      |
| --- | ----- | ------------- | -------------------------------- | ------------- | ------------------------------- | ------ |
| 22.03.2025 | 19:00 | Escher VBC    | 0:3 (14:25, 17:25, 23:25)        | CHEV Diekirch | Centre omnisports Henri Schmitz | [ 64 ] |
| 29.03.2025 | 18:00 | Escher VBC    | 3:0 (25:22, 25:20, 25:22)        | VB Echternach | Centre omnisports Henri Schmitz | [ 65 ] |
| 5.04.2025 | 20:00 | CHEV Diekirch | 3:0 (25:22, 25:16, 25:17)        | VB Echternach | Hall omnisports (Diekirch)      | [ 66 ] |
| 27.04.2025 | 19:00 | VB Echternach | 3:0 (25:20, 25:15, 25:17)        | Escher VBC    | Centre scolaire et sportif      | [ 67 ] |
| 3.05.2025 | 16:00 | CHEV Diekirch | 3:1 (23:25, 25:15, 25:22, 25:15) | Escher VBC    | Hall omnisports (Diekirch)      | [ 68 ] |
| 11.05.2025 | 19:30 | VB Echternach | 0:3 (19:25, 23:25, 22:25)        | CHEV Diekirch | Centre scolaire et sportif      | [ 69 ] |
| Godziny do 30 marca 2025 roku podane są według strefy czasowej UTC+1, a od 30 marca 2025 roku według strefy czasowej UTC+2. Źródło: |       |               |                                  |               |                                 |        |

### Tabela
| Lp. | Drużyna       | Pkt | Mecze | Mecze | Mecze | Rodzaj wyniku | Rodzaj wyniku | Rodzaj wyniku | Rodzaj wyniku | Rodzaj wyniku | Rodzaj wyniku | Sety | Sety | Sety  | Małe punkty | Małe punkty | Małe punkty |
| Lp. | Drużyna       | Pkt | M     | W     | P     | 3:0           | 3:1           | 3:2           | 2:3           | 1:3           | 0:3           | wyg. | prz. | stos. | zdob.       | str.        | stos.       |
| --- | ------------- | --- | ----- | ----- | ----- | ------------- | ------------- | ------------- | ------------- | ------------- | ------------- | ---- | ---- | ----- | ----------- | ----------- | ----------- |
| 1   | CHEV Diekirch | 28  | 4     | 4     | 0     | 3             | 1             | 0             | 0             | 0             | 0             | 12   | 1    | 12    | 323         | 250         | 1.29        |
| 2   | VB Echternach | 9   | 4     | 1     | 3     | 1             | 0             | 0             | 0             | 0             | 3             | 3    | 9    | 0.33  | 258         | 277         | 0.93        |
| 3   | Escher VBC    | 4   | 4     | 1     | 3     | 1             | 0             | 0             | 0             | 1             | 2             | 4    | 9    | 0.44  | 258         | 312         | 0.83        |

Źródło: 
Punktacja: 3:0 i 3:1 – 3 pkt; 3:2 – 2 pkt; 2:3 – 1 pkt; 1:3 i 0:3 – 0 pkt
Zasady ustalania kolejności: zob. sekcję powyżej
Uwagi: W tabeli uwzględniono wszystkie punkty zdobyte przez poszczególne drużyny w fazie zasadniczej.

## Klasyfikacja końcowa
| Poz. | Drużyna          | Uwagi                              |
| 1.   | VC Stroossen     | prawo udziału w el. Ligi Mistrzów  |
| 2.   | Volley Bartreng  | prawo udziału w Pucharze Challenge |
| 3.   | VC Lorentzweiler |                                    |
| 4.   | VC Fentange      |                                    |
| 5.   | CHEV Diekirch    |                                    |
| 6.   | VB Echternach    |                                    |
| 7.   | Escher VBC       |                                    |